# 定兴 (拘弥)
定兴（?—?），东汉时拘弥王。
定兴是拘弥派到汉朝朝廷当人质的王子，其父成国参与害死于阗王建。175年，建的儿子于阗王国国王安国攻打拘弥王国，大破拘弥军。斩杀拘弥王成国。汉朝戊己校尉、西域长史分别出兵援救，帮助拥立王子定兴为拘弥王国的国王，当时拘弥全国的人口只剩下一千人。三国曹魏时拘弥属于于阗，之后，被于阗吞并。